# The Last Remake of Beau Geste
The Last Remake of Beau Geste (prt: A Mais Louca Aventura de Beau Geste; bra: A Mais Louca de Todas as Aventuras de Beau Geste) é um filme americano de 1977 de comédia e aventura, dirigido, co-escrito e protagonizado por Marty Feldman. É uma sátira baseada na adaptação de 1939 do romance Beau Geste de 1924, uma história frequentemente filmada sobre irmãos e suas aventuras na Legião Estrangeira Francesa. O humor é fortemente baseado em jogos de palavras e absurdos. Feldman interpreta Digby Geste, o esquisito e desajeitado irmão "gêmeo idêntico" de Beau, interpretado por Michael York, o digno e aristocrático herói.
Foi a estreia na direção de longas-metragens de Marty Feldman, seguido por O Hábito Não Faz o Monge (1980).

## Sinopse
O idoso Sir Hector Geste se casa com uma jovem gananciosa que cobiça sua famosa safira, a Água Azul. Mas os seus filhos gêmeos adotivos, o heróico Beau e o patético Digby, escondem a jóia e juntam-se à Legião Estrangeira Francesa no Norte de África.

## Elenco
Segue abaixo a tabela de elenco.
| Nome                | Personagem             | Detalhes                      |
| ------------------- | ---------------------- | ----------------------------- |
| Ann-Margret         | Flavia Geste           | Madrasta                      |
| Marty Feldman       | Dagobert "Digby" Geste | O patético Digby              |
| Michael York        | Beau Geste             | O heróico Beau                |
| Peter Ustinov       | Sargento Markov        |                               |
| Sinéad Cusack       | Isabel Geste           |                               |
| James Earl Jones    | Xeique árabe           |                               |
| Gary Cooper         | Beau Geste             | Em cenas de Beau Geste (1939) |
| Terry-Thomas        | Carcereiro             |                               |
| Trevor Howard       | Sir Hector             |                               |
| Henry Gibson        | General Pecheur        |                               |
| Roy Kinnera         | Cabo Bodini            |                               |
| Spike Milligan      | Crumble                |                               |
| Avery Schreiber     | Ajudante do Sheikh     | Vendedor de camelos usados    |
| Hugh Griffith       | Juíz                   |                               |
| Irene Handl         | Miss Wormwood          |                               |
| Henry Polic II      | Capitão Merdmanger     |                               |
| Ted Cassidy         | Cego                   | Cozinheiro da Legião          |
| Burt Kwouk          | Padre Shapiro          |                               |
| Val Pringle         | Dostoevsky             |                               |
| Gwen Nelson         | Senhora no tribunal    |                               |
| Philip Bollard      | Jovem Beau             | 6 anos                        |
| Nicholas Bridge     | Jovem Beau             | 12 anos                       |
| Mícheál Mac Donncha | Jovem Digby            | 12 anos                       |
| Bekki Bridge        | Jovem Isabel Geste     |                               |
| Roland MacLeod      | Dr. Crippen            |                               |
| Martin Snaric       | Valentino              |                               |
| Stephen Lewis       | Henshaw                |                               |
| Ed McMahon          | Cavaleiro árabe        |                               |
| Chris Allen         | O preso                |                               |
| Victor Israel       | Legionário             |                               |
| Manuel Zarzo        | Legionário             |                               |

## Produção

### Desenvolvimento
Marty Feldman apareceu em duas paródias cinematográficas feitas por atores, roteiristas e diretores: O Jovem Frankenstein, de Mel Brooks, e O Irmão Mais Esperto de Sherlock Holmes, de Gene Wilder. Em 1976, Feldman assinou com a Universal Pictures um contrato de cinco filmes para dirigir, escrever e atuar, começando com The Last Remake of Beau Geste (O Último Remake de Beau Geste, em tradução livre). Feldman afirma em eyE Marty, sua autobiografia publicada postumamente, que quando ele originalmente sugeriu um filme chamado The Last Remake of Beau Geste para a Universal, ele não estava apenas brincando, mas também "pensando no filme errado sobre a legião estrangeira. O filme em que eu estava pensando se chamava The Four Feathers".
"Vemos Marty como um artista de ameaça tripla", disse um porta-voz da Universal. "Marty é como um retorno aos antigos quadrinhos mudos que podiam fazer tudo. Não importa que ele seja britânico, porque piadas físicas viajam. É por isso que ele tem um grande futuro pela frente e por isso fizemos um grande, grande investimento em Marty na Universal." "Todo mundo tem um acordo de cinco filmes", disse Feldman. "Até o primeiro filme fracassar. Então eles têm um acordo sem filme." Feldman chamou-o de "ampla paródia cômica", escrevendo-o durante e depois da produção de Sherlock Holmes. The Last Remake of Beau Geste também foi uma homenagem a Buster Keaton. "Há toda a ideia de morrer nobremente, uma ideia estúpida. O filme vai tirar sarro da maneira como as pessoas pensam sobre a guerra, morrendo por bandeiras em vez de pessoas, heroísmo. Há um elemento sério em toda comédia... os dois se sobrepõem e se fundem. Eu vejo a vida como absurda e há dignidade no absurdo. Keaton tinha isso. Chaplin tinha isso. Woody Allen e Lenny Bruce. O que estamos dizendo sobre a vida é risada." "Eu não queria trabalhar com palhaços, mas com atores que sabem fazer palhaçadas", disse ele.

### Filmagem
As filmagens começaram em 30 de agosto de 1976. O filme foi rodado em locações na Espanha e na Irlanda, no Ardmore Studios em Bray, e em locações em Kilmainham Gaol em Dublin e Adare Manor perto de Limerick. As filmagens foram difíceis, sendo prejudicada pela chuva excessiva em Madri. Feldman também adoeceu com catapora e a produção foi suspensa enquanto ele se recuperava. O filme estourou o orçamento e o cronograma.
Após concluir sua versão do filme, a Universal enviou Feldman para "férias de trabalho" de duas semanas. Enquanto ele estava fora, a Universal reeditou o filme e pediu para John Morris compor uma nova trilha sonora. O amigo de Feldman, Alan Spencer, disse que os dois cortes eram marcadamente diferentes: o de Feldman era mais surreal e no estilo de Monthy Python, enquanto o da Universal contava uma história mais convencional. A versão da Universal terminou com uma cena onde a versão de Feldman começou, porque a dele foi contada em flashback. Segundo Spencer, ambas as versões realizaram teste de tela com o público e a versão de Feldman foi a melhor, mas a Universal lançou seu corte do filme mesmo assim.

## Recepção
The Last Remake of Beau Geste foi lançado em 15 de julho de 1977. Marty Feldman ficou bravo com a Universal por distribuir sua reedição do filme e tentativas foram feitas desde sua morte em 1982 para lançar a versão do diretor, mas sem sucesso. De acordo com Michael York, "a versão de Marty era muito mais engraçada". Ainda assim, o filme foi descrito como um "sucesso surpresa" e Marty conseguiu dirigir um segundo filme para a Universal, O Hábito Não Faz o Monge, lançado em 1980. No Rotten Tomatoes, The Last Remake of Beau Geste tem um índice de aprovação de 50% no Tomatomer, com base em 14 avaliações feitas pelos críticos, e 64% no Popcornmeter, que é a avaliação da audiência.
Os críticos contemporâneos tiveram uma opinião mista. Vincent Canby, do The New York Times, escreveu uma crítica positiva do filme, descrevendo-o como tendo "uma série de piadas que são engraçadas principalmente porque são de péssimo gosto". Gene Siskel do Chicago Tribune deu ao filme 2,5 estrelas de 4 e o chamou de "apenas uma comédia um pouco acima da média. Começa com uma série de sequências engraçadas, e Feldman tem uma aparência engraçada por alguns minutos. Mas não o acho interessante o suficiente, nem engraçado o suficiente, nem simpático o suficiente para carregar um filme inteiro." Arthur D. Murphy, da Variety, escreveu que o filme "surge como uma paródia muitas vezes hilária, embora irregular, dos filmes da Legião Estrangeira... Um elenco excelente, de cima a baixo, tira o máximo proveito das cenas mais fortes e carrega as mais fracas".
Comentários mais negativos foram expressados por Charles Champlin, do Los Angeles Times, que escreveu: "Há muito poucas piadas e invenções arrebatadoras para sustentar até mesmo os breves 85 minutos do filme, algumas das que existem são forçadas demais e algumas deveriam ter sido descartadas após o primeiro rascunho. Chega a ser um longo cerco ao forte." Gary Arnold, do The Washington Post, escreveu: "Embora não haja diferença nos jogos que eles gostam de jogar, Feldman parece um brincalhão instável e de baixa renda, comparado a um brincalhão pródigo e de alta renda como [Mel] Brooks... Feldman frequentemente parece incerto sobre se uma piada visual valerá a pena, então, para se tranquilizar, ele a leva ao chão." Tom Milne, do The Monthly Film Bulletin, declarou que o filme era "um filme desorganizado que parece nada mais que uma extravagância do Monty Python, em que a inspiração secou e o ritmo cômico deu terrivelmente errado". Penelope Gilliatt, do The New Yorker, teve uma opinião mais positiva e chamou o filme de "imprudentemente engraçado" e "um exercício hilário de gosto descontrolado".

## Mídia doméstica
O filme foi lançado em DVD nos Estados Unidos em 11 de janeiro de 2010 como parte da série Universal Vault de títulos em DVD sob demanda, vendidos pela Amazon.com. No Reino Unido, o filme foi lançado pela Second Sight Films em 24 de janeiro de 2011. Uma edição especial em Blu-ray foi lançada pela Kino Lorber em 16 de março de 2021, incluindo um comentário de Alan Spencer que recria verbalmente o corte de Feldman.
Este Blu-ray, da coleção Kino Lorber Studio Classics, foi feito com uma transferência digital AVC 1080p codificada em 1.85:1 e mixagem de som DTS-HD 2.0 Master Audio. As imagens, à princípio, são derivadas de uma remasterização mais antiga em muito bom estado. O diálogo foi bem preservado e não é interrompido pela música ou efeitos sonoros; com os efeitos de ambiente claros, desde as conversas até barulhos ambientes. A trilha evita a maioria dos casos de desgaste ou distorção relacionados à idade. A apresentação tem estabilidade de imagem e delineamento de primeira qualidade, com raros danos na impressão, mas mantendo excelente clareza e detalhamento. Esta transferência mantém a granulação natural do filme. A imagem pode ficar um pouco suave em tomadas longas, mas as cores são bem saturadas e os tons de pele são naturais.
O Blue-ray ainda possui recursos especiais com duas faixas de comentários com Alan Spencer e Bryan Reesman, respectivamente; uma entrevista com Michael York; o comentário de três minutos de Alan Spencer na série Trailers From Hell; amostras de rádio sobre o elenco; galerias de imagens focadas na promoção do filme, momentos de bastidores e outras fotos em preto-e-branco e coloridas; o trailer de dois minutos do filme e o trailer de O Hábito Não Faz o Monge. Alan Spencer conheceu Martin Feldman intimamente de modo a ter acumulado uma série de relatos pessoais e detalhes sobre a sua vida. O jornalista de entretenimento e autor Bryan Reesman faz uma apresentação com uma quantidade tremenda de informações gerais, desde o elenco até os locais do filme e mesmo detalhes estatísticos sobre a Legião Estrangeira Francesa. A entrevista em áudio de quinze minutos com Michael York mostra um alto entusiasmo do ator ao relembrar suas experiências no filme, apesar de falar com dificuldade por causa de laringite.